# Björn Karlén
Björn Erik Karlén, född 4 maj 1937, död 28 juni 2012, var en svensk jurist som var lagman i Alingsås tingsrätt från 1992 till 2003.
Karlén förordnades 8 september 1972 att inneha ett långtidsvikariat som rådman i Borås tingsrätt som senare blev permanent.  Han utnämndes 14 maj 1992 till lagman i Alingsås tingsrätt.